# Clèdes
Clèdes je naselje in občina v francoskem departmaju Landes regije Akvitanije. Naselje je leta 2009 imelo 120 prebivalcev.

## Geografija
Kraj leži v pokrajini Gaskonji 36 km jugovzhodno od Mont-de-Marsana.

## Uprava
Občina Clèdes skupaj s sosednjimi občinami Arboucave, Bats, Castelnau-Tursan, Geaune, Lacajunte, Lauret, Mauries, Miramont-Sensacq, Payros-Cazautets, Pécorade, Philondenx, Pimbo, Puyol-Cazalet, Samadet, Sorbets in Urgons sestavlja kanton Geaune s sedežem v Geaunu. Kanton je sestavni del okrožja Mont-de-Marsan.

## Zanimivosti
- ruševine srednjeveškega gradu château de Bruix,
- cerkev sv. Martina iz 19. stoletja.